# Electro swing
El electro swing,  electroswing o vintage remix es un género musical que combina la influencia del swing moderno o vintage con el jazz, sumado al house, hip hop y la música electrónica de baile. Se trata de un sonido moderno y orientado hacia las pistas de baile, más accesible para el oído contemporáneo, pero que retiene la energía de las primeras grabaciones de swing. Las bandas de electro swing incluyen músicos que tocan los instrumentos tradicionales del jazz —trompeta, trombón, clarinete, saxo, entre otros— y por lo menos un disc-jockey. La técnica principal para elaborar canciones de electro swing es el sample, al igual que en la EDM.
Algunos de los artistas más populares de este género son Caravan Palace, Parov Stelar, Lyre Le Temps, Chinese Man, Yolanda Be Cool, Caro Emerald, Deluxe, Dimie Cat, Boogie Belgique, Jamie Berry, Klischée, The Electric Swing Circus, entre otros. En las listas de popularidad de los Estados Unidos, el género tuvo éxito: el álbum Robot Face, estilizado como  <|°_°|>, de Caravan Palace, llegó al tercer puesto del conteo Top Dance/Electronic Albums de Billboard. Por otra parte, el género, nacido en la década de 1990, comenzó a ser popular en 2010 gracias a «We No Speak Americano» de Yolanda Be Cool, que llegó al puesto 29 del Billboard Hot 100. Además, el primer disco de Caro Emerald, Deleted Scenes from the Cutting Floor Room rompió el récord que había establecido «Thriller» de Michael Jackson, de haber permanecido más tiempo en el primer puesto en su país de origen, Países Bajos. Sin embargo, la primera canción de electro swing, según Chris Inglis, es «Lucas with the Lid Off» (1994), del productor danés Lucas, aunque se pueden tomar como antecedentes directos Swing the Mood, de Jive Bunny and the Mastermixers, o los trabajos de Frankie Knuckles o Marshall Jefferson.
El término «electro swing» nació de la mano de la discográfica francesa Wagram Music, cuando en 2009 preparó una colección de temas del género. Sin embargo, Marcus Füreder, miembro de Parov Stelar, afirmó haber creado el nombre mucho antes de ese año. Tom Hyland, miembro de The Electric Swing Circus, afirma que no es tanto un género en sí como una tendencia, un estilo de swing dentro de la música electrónica. Si bien los artistas que lo desarrollan no tuvieron como primera intención crear un nuevo género musical, ese fue el resultado, según Chris Inglis.
El electro swing también es un género musical que puede bailarse. Su estilo es similar al del swing tradicional, pero más veloz y con pasos de baile moderno. En las redes sociales se comenzó a promover el aprendizaje de esta danza; en general, los bailarines se visten como en la década de 1920. En YouTube proliferaron los videos de bailarines amateur, como JustSomeMotion o TakeSomeCrime. También se han creado discotecas especializadas en este género.